# Рошфор (округ)
Рошфор (фр. Rochefort) — округ (фр. Arrondissement) во Франции, один из округов в регионе Новая Аквитания. Департамент округа — Шаранта Приморская. Супрефектура — Рошфор.
Население округа на 2006 год составляло 175 782 человек. Плотность населения составляет 115 чел./км². Площадь округа составляет всего 1528 км².

## Территориальное деление
Округ разделён на 13 кантонов: 
- Ла-Трамблад
- Ле-Шато-д’Олерон
- Марен
- Рошфор-Север
- Рошфор-Центр
- Рошфор-Юг
- Руайян-Восток
- Руайян-Запад
- Сент-Аньян
- Сен-Пьер-д’Олерон
- Сюржер
- Тонне-Шарант
- Эгрефёй-д’Они